# 유니아누스 유스티누스
마르쿠스 유니아누스 유스티누스(라틴어: Marcus Junianus Justinus, 생몰년 불명)는 라틴어로 저술을 남긴 로마 제국의 역사가이다.

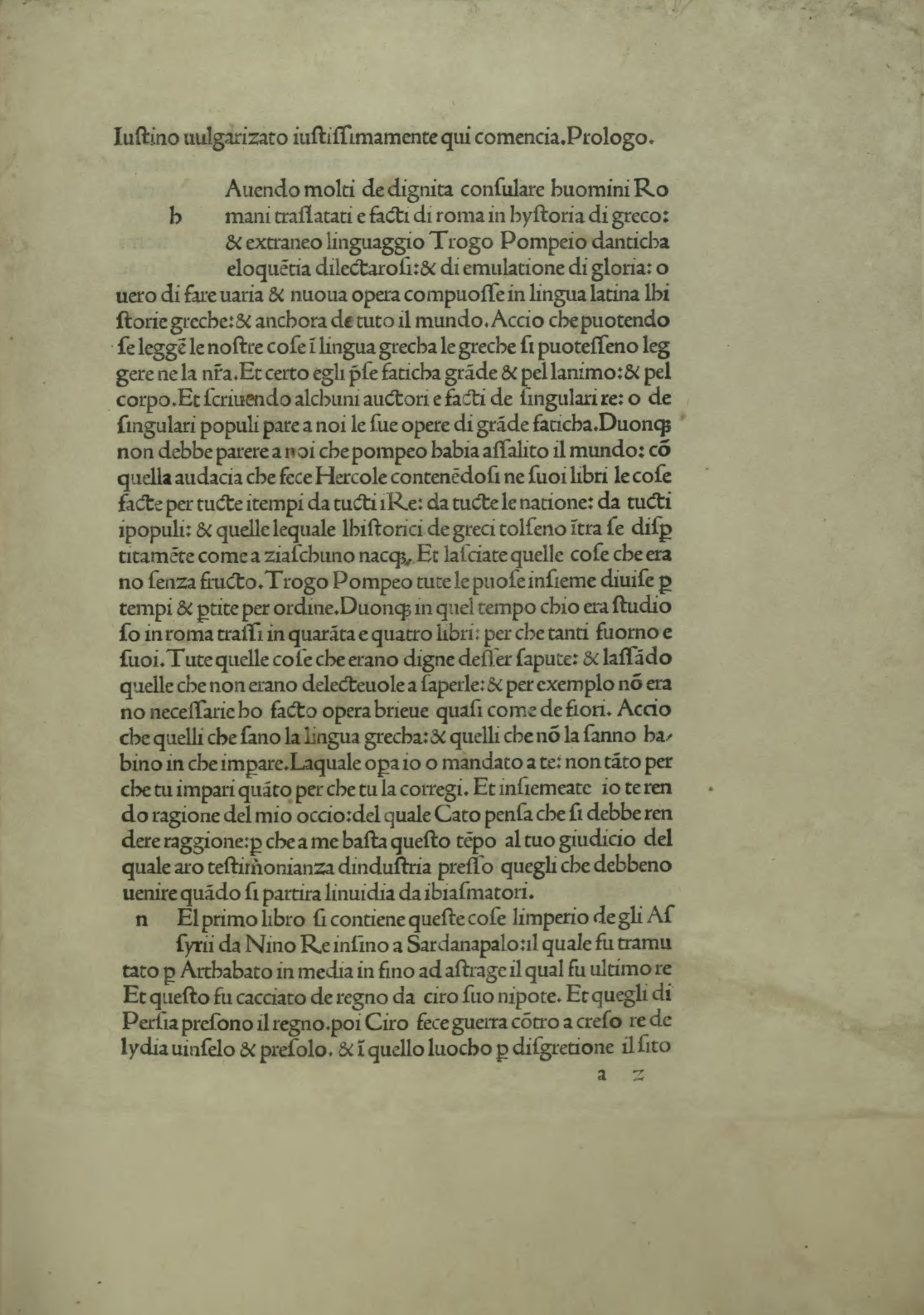
Epitome historiarum Trogi Pompeii

## 생애
유스티누스의 이름은 자신이 쓴 역사책의 제목에 실려 있는 것만 보여 주며 자신의 경력에 대해서는 자세히 알려져 있지 않다. 유스티누스의 저서 《필리포스 역사》(Historiarum Philippicarum libri XLIV) (《지중해 세계사》로 번역됨)는 폼페이우스 트로고스에 의해 아우구스투스의 시대에 쓰여진 장편인 “Historiae philippicae et totius mundi origines et terrae situs”의 중, 가장 중요하고 흥미로운 부분의 요약이며, 그 서문에서 자신에 의해 표현되고 있다.
유스티누스가 살아던 연대는 분명하지 않지만, 트로구스 이후에 살아있는 것은 틀림없다. 유스티누스는 “세계가 로마인과 파르티아 인으로 양분되어 있다”고 쓰고 있으며, 이것은 아마도 트로구스의 시대이며, 사산 제국이 번성한 3세기 이후로는 시대에 차질이 생긴다. 라틴어의 변화는 완만했지만, 유스티누스의 말은 2세기 시대의 것으로 볼 수 있다. 로널드 세임은 《히스토리아 아우구스타》가 마지막으로 편찬된 390년 무렵이라고 주장하고 있으며, 독자가 위의 부분을 트로구스의 시대를 나타내는 것으로, 그들 자신의 것이 아니라고 이해하면 시대착오는 발생하지 않는다.
트로구스의 원문은 없어지고 있지만, 플리니우스를 비롯한 저술가들에 의해 문장에 대한 논의와 ‘프롤로그’가 정리되어 있다. 트로구스의 책 주제는 마케도니아 왕조의 역사와 흥망에 대한 것이었지만, 유스티누스는 꽤 분방하고, 본론에서 벗어난 방법으로 기록하고 평범한 적요서가 아닌 자유로운 선집에 정리되어 있다.
브리태니커 백과사전 제11판에서는 그의 역사서는 가치 있는 정보를 충분히 포함하고 있으며, 그 문체는 완벽한 거리가 멀다하지만 명쾌하고 우아하다고 표현하고 있다. 이 책은 중세에서 많이 사용되었기 때문에, 때때로 유스티노 순교자로 착각되어 오인되기도 한다.

## 번역
- 合阪学訳 《지중해 세계사》, 교토 대학 학술 출판회, 1998년